# تاریک‌تر از خون
تاریک‌تر از خون (به‌انگلیسی: Darker Than Blood) یک ترانه مشترک از لینکین پارک و استیو آئوکی است. این دومین همکاری بین آن‌ها است؛ تک‌آهنگ «تاریک‌تر از خون» برای پیش‌فروش در وبسایت‌های مطرح جهان آماده بود.

## خواننده‌ها
این ترانه توسط چستر بنینگتون و مایک شینودا خوانده شده‌است.

## موزیک ویدئو
تولید و فیلم‌برداری نماهنگ این ترانه، در تاریخ ۹ آوریل ۲۰۱۵ تکمیل شد. تصاویر ویدئو در صفحات اینستاگرام استیو آئوکی و مایک شینودا نشان داده شد. موضوع ویدئو این است که جهان را در آینده از خطراتی نجات دهند؛ مایک شینودا و استیو آئوکی در این ویدئو حضور دارند و تلاش می‌کنند تا با ساخت دارویی جهان را که دچار بحرانی شده، از بیماری عجیبی نجات دهند. در نهایت آن‌ها با موفقیت دارو را بر روی یک کودک خردسال آزمایش می‌کنند (پس از تعدادی آزمایش ناموفق بر روی افراد بزرگسال) و جهان را نجات می‌دهند.